# Історія Малаві
Малаві — держава на південному сході Африки вздовж західного та південного берегів озера Ньяса.

## Доісторичний період

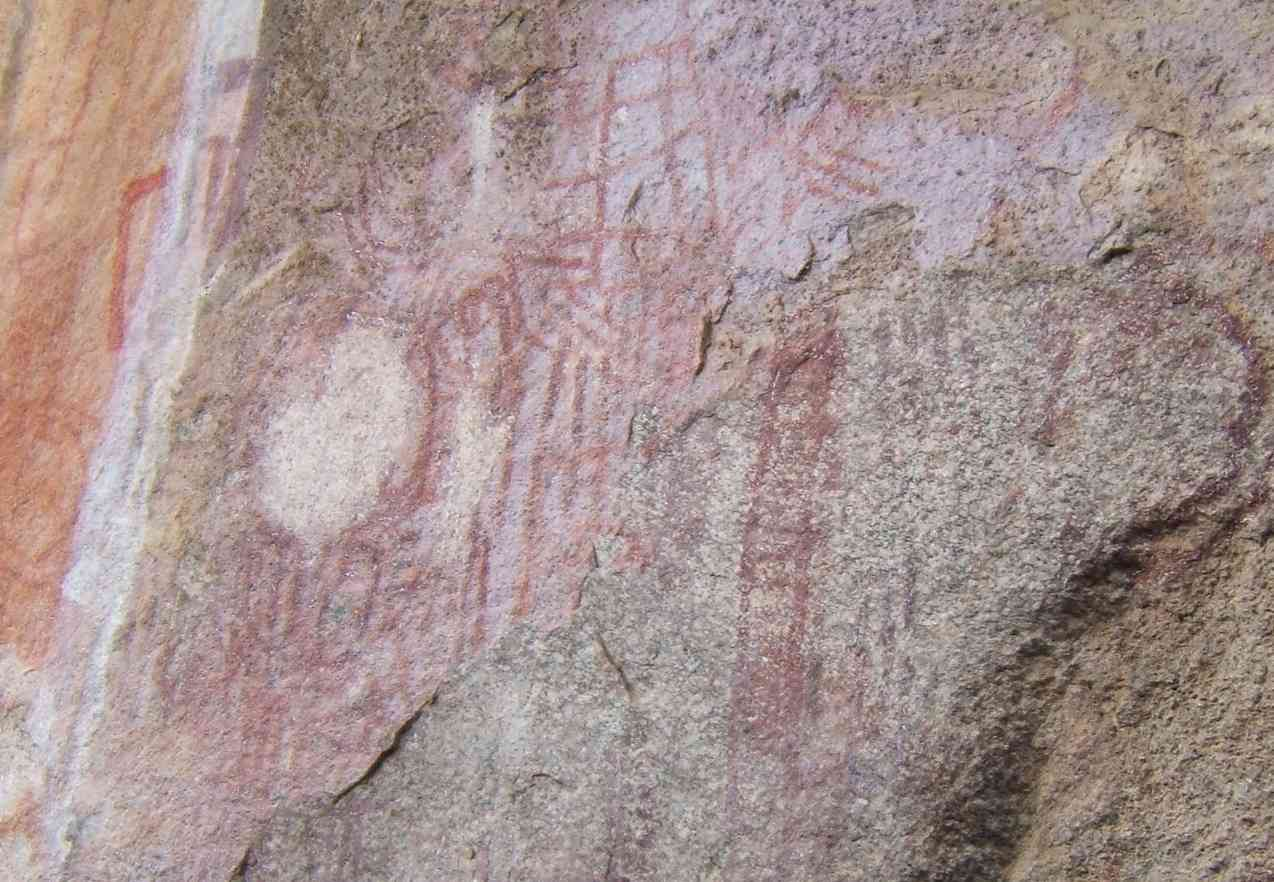
Наскельні малюнки Чонгоні

Як вважають деякі археологи, перші люди з'явились на території сучасної Малаві в епоху раннього палеоліту. Про це, як гадають, свідчать знахідки на півночі країни біля села Урага, які відносять до олдувайської культури. Стоянки первісних людей з кам'яними знаряддями праці також відносять до доби середнього та пізнього палеоліту. Період неоліту на території Малаві розпочався десь у 5-му тис. до н. е., коли сюди прийшли племена койсанів та можливо пігмеїв. Вони займались мисливством, збиральством, рибальством, мали примітивну кераміку та робили наскельні малюнки.

## Міграція банту
Починаючи з перших століть нашої ери з півночі на територію сучасного Малаві почали переселятися африканці мовної групи банту, які стояли на більшому рівні розвитку, ніж попередні мешканці країни. Вони займались землеробством, скотарством та мали і виробляли залізні вироби. Археологи вирізняють такі культури бантумовних народів на території Малаві, як Нкопе (бл. 250—1000 рр. н. е.), Капені (бл. 800—1100 рр.), Лонгве (бл. 1000 р.), Мавудзу (бл. 1200—1750 рр.). Виникли сільські та міські поселення, котрі утворювали різні племена на чолі з вождями.

## Держава Мараві
Близько 1480 р. плем'я малаві на чолі з калонгою (вождем) Мазізі оселилось на південних берегах озера Ньяса, прийшовши сюди з південних областей сучасної ДРКонго. Воно підкорило собі попереднє населення цього району та почало розширювати свої володіння.  В  етногрупу  малаві  увійшли  племена  чева,  ньянджа  та інші.  Держава Мараві охопила південну та центральну частину сучасного Малаві, а також сусідні землі сучасних Мозамбіку та Замбії. Володарі Мараві воювали з такою потужною державою як Мономотапа а також зав'язали зв'язки з португальцями. Однак з розширенням території держава Мараві розпадалася під владою різних вождів і до 1720 р. перестала існувати як єдине ціле, хоча калонга (вождь) зберігав свою посаду до 1891 р.

## Інші бантумовні народи
Близько 1600 р. в північних районах Малаві осіло плем'я нгонде. 1836 р. з півдня Африки прийшли нгуні на чолі з вождем Звангендабою. Вони завоювали північні райони сучасного Малаві. Також у 1830—1860 -х роках з території сучасного Мозамбіку переселялися племена яо, що прийняли іслам. До цього всі мешканці Малаві були поганами.

## Колоніальний період
Зацікавлення в Європі щодо Малаві виникло із експедиціями сюди британського мандрівника Д.Лівінгстона. 1876 р. шотландські християнські місіонери заклали на півдні країни місто Блантайр. 1878 р. підприємці В.Британії створили «Африканську корпорацію озер» для розробки природних багатств навколо озера Ньяса. На ці землі крім Британії претендували також Португалія і Німеччина. Однак британці встигли першими і 1889 р. оголосили на території Малаві Протекторат ріки Шіре. 15 травня 1891 р. він був перейменований у протекторат Ньясаленд.   1893 - 1907 рр.  він  мав  назву   Британська Центральна Африка,  а  потім  знову     Ньясаленд  на  чолі  з окремим  британським  губернатором.   На  початку   1915 р.   відбулось  повстання Чілембве,  незадоволених   британським  правлінням,  але  воно  було  придушене.   За  часів   британської  влади   Ньясаленд  перетворився  у  постачальника  робочої  сили  для  інших  англійських  володінь  та  колоній,  зокрема   ПАС.   1944 р.  виникла  перша  політична  організація  місцевого  населення -  Африканський  конгрес Ньясаленду.  У   1940 - 1950 - х  рр.  виникли  профспілки  на  транспорті  і  в  торгівлі.   Протягом  1953 - 1963 рр.  Ньясаленд  входив  до  регіонального  об'єднання  британських  володінь - Федерація Родезії і Ньясаленду,    в  якій  домінувала   Південна Родезія  на чолі  з  білою  меншістю.   Це  викликало  незадоволення  африканських  еліт  Ньясаленду.  Політично  боротьбу  корінних  африканців  Ньясаленду   очолив  лідер  партії  Конгрес Малаві  Гастингс Камузу Банда.   1963 Ньясаленд  отримав  від  британців  самоврядування  і  Банда  став  його  прем'єр-міністром.

## Незалежність

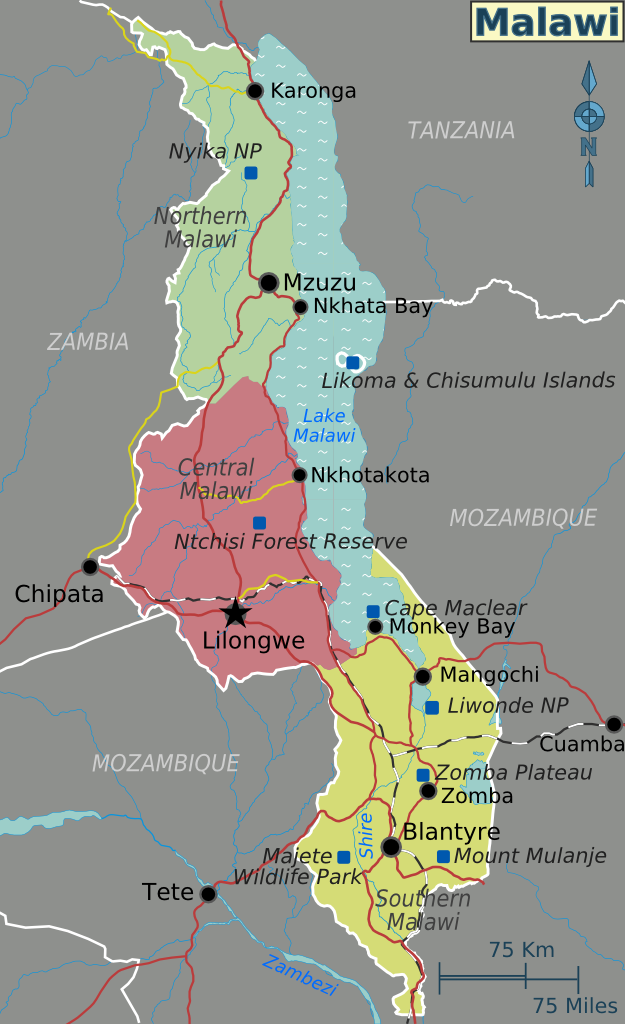
Мапа Малаві

Незалежність   Малаві  від  Британії   була  проголошена  6 липня 1964 р.   Проте  країна  ще  була  домініоном  на  чолі  з  англійською  королевою.  6 липня 1966  Малаві  стала  республікою,  а  Банда  її  першим  президентом  (1966 - 1994).   Банда  був  авторитарним  правителем  і  не  допускав  до  влади  опозицію.   Лише  на початку  1990-х  років  він  пішов  на  демократизацію.  На  виборах  1994 р.  переміг  опозиціонер   Бакілі Мулузі.   У  1986 - 1989 рр.  відбувся  наплив  біженців  з сусіднього  Мозамбіку.   На  початку  2001 р.  в  країні  було  близько  500 тис.  дітей-сиріт,  чиї  батьки  померли  від  СНІДу.   На  президентських  виборах   2020 р.  переміг    Лазарус Чаквера.